# Kamanje
Kamanje su općina u Hrvatskoj, u Karlovačkoj županiji.

## Zemljopis
Općina Kamanje smještena je u sjeverozapadnom dijelu Karlovačke županije uz samu rijeku Kupu, te graniči s Republikom Slovenijom.
Područje Kamanja geomorfološki pripada području plitkoga krša što dokazuju brojne spilje na tom području od kojih je najznačajnija spilja Vrlovka.
Područje Kamanja brežuljkasto je s najvišim vrhom Ribareva ravan 419 mnm.
Šume na kamanjskom području, šume su pretežito graba i bukve te obiluju gljivama.

## Stanovništvo
Na području općine Kamanje nalazi sedam naselja: Kamanje, Reštovo, Orljakovo, Brlog Ozaljski, Preseka Ozaljska, Veliki Vrh Kamanjski, Mali Vrh Kamanjski.
U tih sedam naselja ukupno živi 1100 stanovnika. Površina općine Kamanje je 18 km².

### Kamanje (naseljeno mjesto)
- 2001. – 423
- 1991. – 450 (Hrvati – 416, Srbi – 10, Jugoslaveni – 4, ostali – 20)
- 1981. – 365 (Hrvati – 343, Srbi – 9, Jugoslaveni – 7, ostali – 6)
- 1971. – 295 (Hrvati – 282, Srbi – 9, ostali – 4)

Velik dio stanovništva kamanjskog kraja je okupljen u različitim udrugama civilnog društva: DVD Kamanje i Brlog-grad, KUD Kamanje, NK Vrlovka, Planinarsko društvo Vrlovka, Društvo umirovljenika Kamanje i Udruga mladih Devedeste.

## Uprava
Općina Kamanje konstituirana je u veljači 2004. godine.
Općinsko vijeće ima 11 članova (8 SDP, 2 Nezavisna lista, 1 HDZ)

## Povijest
Kamanjsko područje je povijesno i baštinski dio Ozaljskog kruga i prebogato je tradicijskim lokalitetima.
Kamanje se spominje u XVI. stoljeću kao jedno od selišta ozaljskog vlastelinstva.
Međutim kontinuitet življenja na ovom mjestu seže u neolitik,mlađe kameno doba, naime arheološkim istraživanjima u obližnjoj spilji Vrlovci, najstariji nalazi sežu u to doba.
Kroz cijeli srednji vijek, Kamanje je vezano uz ozaljsko vlastelinstvo kojem sve do tragičnog završetka zrinsko-frankopanske urote, ove dvije hrvatske velikaške obitelji daju jaki pečat.
1789. godine Kamanje postaje župom i sve se više naseljava stanovništvom iz okolnih naselja.
Kroz XIX. i XX. stoljeće veliki se broj stanovnika, više zbog siromaštva nego političkih prilika, iseljavao diljem svijeta.
Tijekom stoljeća i dolaskom manje burnih vremena, stanovništvo okolnih sela razbacanih po brežuljcima spuštalo se u dolinu i tada Kamanje postaje ovdašnje najveće naselje, a pred sam I. svjetski rat povezano je željezničkom prugom preko Ozlja s Karlovcem.

## Gospodarstvo
Do Domovinskog rata većina je ljudi kamanjskog kraja radila u susjednoj Sloveniji.
Danas u općini Kamanje postoji preko tridesetak gospodarskih subjekata s 470 radnih mjesta.
Zaposlenost u općini Kamanje je iznad 90%.

## Poznate osobe
U obližnjem Brlog Gradu, ponad Kupe, rođen je Emilij Laszowski, utemeljitelj Hrvatskoga državnog arhiva i osnivač Družbe »Braća Hrvatskoga Zmaja«.

## Spomenici i znamenitosti
Znamenitost Kamanja jest spilja Vrlovka dugačka oko 300 metara.
Naseljavaju ju šišmiši i brojne druge špiljske životinje.
Nedaleko od Kamanja na zaravnini nešto udaljenijoj od Kupe smjestio se Brlog-Grad (Brlog na Kupi). Prvi put se spominje 1544. god., a grad je u vlasništvu Frankopana, Zrinskih, zatim obitelji Dorotić, Gušić, Šubić, Peranski, karlovačkog generala Josipa Rabate, grofova Paradeiser i Patazzi. Grofovi Patazzi u XVIII. stoljeću grade gotovo novi dvor (elegans castelum).
Vlastelinstvo Brlog:
Obitelj Zrinski (1614. – 1670.); Ugarska dvorska komora (1670. – 1679.); obitelj Peranski (1679. – 1713.); Josip Rabatta (1715. – 1722.); obitelj Paradeizer (1723. – 1740.); obitelj Petazzi (1740. – 1785.); Ana Marija Keglević (1785. – 1811.). Nakon njene smrti, vlastelinstvom upravljaju njezine kćeri: Ana, Eleonora udana Oršić, Alojzija i Julijana, udana Kollenbach, kao glavna baštinica, do 1836. godine, a potom Filip Aleksandar Šufflay (1836. – 1882.) i Vlastelinstvo Brlog (1614. – 1891.).
Kao što i govori latinski naziv bio je to raskošan, barokni dvor s botaničkim vrtom, bez premca u Hrvatskoj. Grofove Petazzi zamjenjuju novi vlasnici grofovi Keglević, obitelj Šufflaj i napokon posljednja plemenitaška obitelj Laszowski. 
Laszowski su zbog kockarskih sklonosti pojedinih svojih članova bili prisiljeni prodati dvor lokalnoj obitelji Petrina. Bio je to kraj baroknog izgleda dvorca koji se zadržao do 1893. god. kada ga je lokalni seljak preuredio za svoje potrebe, srušivši dobar dio dotadašnjeg dvorca.
Nisu poznati točni podaci preuzimanja u Arhiv, ali je arhiv vlastelinstva bio u Zemaljskom arhivu prije 1895., pa se može pretpostaviti da je bio preuzet u razdoblju 1882. – 1895. Arhiv vlastelinstva je bio nadopunjen pojedinim gradivom iz privatne zbirke Emilija Laszowskog. Dio spisa koji se tiču vlastelinstva Brlog (a pripadali su po provenijenciji Ugarskoj komori), bili su 1885. odnešeni u Budimpeštu. Dio gradiva se nalazio u Arhivu Ugarske komore.

## Obrazovanje
U Kamanju se nalazi područna škola, koja je dio škole Žakanje.
Školu pohađa 94 učenika.

## Šport
U Kamanju se nalazi i NK Vrlovka Kamanje, koja igra u prvoj županijskoj ligi.
Dijeli se na više selekcija: mlađi pioniri, stariji pioniri, juniori, seniori i veterani.

## Unutarnje poveznice
- Željeznička pruga Karlovac – Kamanje

## Vanjske poveznice
- Službene stranice Općine Kamanje